# 介護用品
介護用品（かいごようひん）とは、介護に必要な器具や機器のこと。

## 概要
介護の対象は身体障害者、高齢者が対象となるが、2000年の介護保険制度の発足により介護用品の購入が一定の条件下で補填できる制度が作られたため裾野が広がった。現在では、デパートなどで特設コーナーが設けられている例も珍しくはなく、専門店も増えたほか、高齢者向けの介護用品の種類、品数自体もが爆発的に増加している。

## 主な介護用品
- 屋内外での移動に関するもの（例：車椅子、杖、スロープ、手すりなど）
- 入浴に関するもの（例：浴室用リフト、入浴台、椅子など）
- 排泄に関するもの（例：紙おむつなど）
- 食事に関するもの（例：食事台、先割れスプーンなど）
- 寝具に関するもの（例：電動ベッド、パッドなど）
- 衣類に関するもの（例：ボタンの代わりにマジックテープを利用したシャツなど）
- 日用品に関するもの（例：介護用歯ブラシなど）